# Bistum Xiamen
Das Bistum Xiamen (lat.: Dioecesis Sciiamenensis) ist eine in der Volksrepublik China gelegene römisch-katholische Diözese mit Sitz in Xiamen.

## Geschichte
Das Bistum Xiamen wurde am 3. Dezember 1883 durch Papst Leo XIII. aus Gebietsabtretungen des Apostolischen Vikariates Nord-Fo-kien als Apostolisches Vikariat Xiamen errichtet. Am 13. Juli 1913 gab das Apostolische Vikariat Xiamen Teile seines Territoriums zur Gründung der Apostolischen Präfektur Formosa ab.
Das Apostolische Vikariat Xiamen wurde am 11. April 1946 durch Papst Pius XII. mit der Apostolischen Konstitution Quotidie Nos zum Bistum erhoben und dem Erzbistum Foochow als Suffraganbistum unterstellt.

## Ordinarien

### Apostolische Vikare von Xiamen
- Andrés Chinchón OP, 1883–1892
- Ignacio Ibáñez OP, 1893
- Esteban Sánchez de las Heras OP, 1895–1896
- Alejandro Cañál OP, 1898
- Isidoro Clemente Gutiérrez OP, 1899–1915
- Manuel Prat Pujoldevall OP, 1916–1946

### Bischöfe von Xiamen
- Manuel Prat Pujoldevall OP, 1946–1947
- Juan Bautista Velasco Díaz OP, 1948–1983
- Joseph Huang Zi-yu (1986 – 1991)
- Joseph Cai Bingrui (2010–2025, dann Bischof von Fuzhou)
  - Sedisvakanz seit 23. Januar 2025